# Fenia Chertkoff
Fenia Chertkoff de Repetto (7 tháng 10 năm 1869 tại Odessa, Đế quốc Nga - 31 tháng 5 năm 1927 tại Buenos Aires, Argentina) là một nhà nữ quyền, trí thức, nhà giáo dục, nhà hoạt động chính trị và nhà điêu khắc. Sinh ra tại Nga, cô trở thành công dân Argentina sau đó. Cô đã kết hôn với Nicolás Repetto, một bác sĩ người Argentina và lãnh đạo Đảng Xã hội Argentina.

## Tuổi thơ
Chertkoff sinh ra ở Odessa, thuộc Chính phủ Kherson của Đế quốc Nga (Ukraina ngày nay) năm 1869. Chị gái của cô, Mariana, là người vợ đầu tiên của người sáng lập đảng xã hội argentine, Juan B. Justo; và Zodiac, người kết hôn với nhà lý luận xã hội chủ nghĩa, Adolfo Dickman. Năm 1887, cô tốt nghiệp làm giáo viên tại một trường học ở quê nhà; cô học nhạc, sân khấu và khiêu vũ. Vì liên quan đến chính trị, cô bị buộc phải sống lưu vong cùng gia đình. Chertkoff được mời đến Đại học Lausanne, Thụy Sĩ, nơi cô chuyên ngành sư phạm từ năm 1897 đến 1898, hoàn thành việc học tại Sorbonne một năm sau đó. Cô kết hôn với nhà xã hội chủ nghĩa Gabriel Gukovsky, người mà cô có một con gái, Victoria Gucovsky, trước khi ông qua đời ở châu Âu.
Ở Argentina, cô sống tại Santa Clara, thuộc địa được thành lập bởi người Do Thái Đông Âu, nơi cô thành lập một trường học và phát triển một thư viện. Chertkoff và các chị gái của cô đã trở thành công dân của đất nước đó. Cô chuyển đến Buenos Aires, nơi cô sống trong nhà Dickman trước khi kết hôn với Nicolas Repetto, một thành viên của Đảng Xã hội. Năm 1903, ông tham gia với tư cách đại biểu trong Đại hội của Đảng Xã hội, trong đó đề xuất, trong số các vấn đề khác, bình đẳng giới, bình đẳng trước pháp luật cho con cái hợp pháp và bất hợp pháp, ban hành luật ly hôn và điều tra quan hệ cha con. Một người theo Chủ nghĩa xã hội, cô đồng sáng lập Trung tâm Phụ nữ Xã hội vào năm 1920, và Công đoàn Phụ nữ, cùng với các chị em của cô và Gabriela Laperriere và Rachel Messina. Cô đã tham gia vào các cuộc đình công đầu tiên của công nhân và tổ chức công đoàn của các công nhân trong các ngành công nghiệp khác nhau, như điện thoại, dệt may, thương mại và nhà máy, góp phần ban hành luật để biến ngày chủ nhật thành một ngày nghỉ. Cô cũng tố cáo việc khai thác lao động của trẻ vị thành niên, điều kiện vệ sinh kém trong các nhà máy và thời gian làm việc dài. Sức khỏe yếu trong 20 năm qua, bà qua đời ở Buenos Aires vào năm 1927, ở tuổi 59.